# Altona (Nova York)
|  | Per a altres significats, vegeu «Altona». |

Altona és una concentració de població designada pel cens dels Estats Units a l'estat de Nova York. Segons el cens del 2000 tenia 1.056 habitants.

## Demografia
Segons el cens del 2000, Altona tenia 1.056 habitants, 140 habitatges, i 89 famílies. La densitat de població era de 242,7 habitants/km².
Dels 140 habitatges en un 27,1% hi vivien nens de menys de 18 anys, en un 47,9% hi vivien parelles casades, en un 10,7% dones solteres, i en un 36,4% no eren unitats familiars. En el 30,7% dels habitatges hi vivien persones soles el 19,3% de les quals corresponia a persones de 65 anys o més que vivien soles. El nombre mitjà de persones vivint en cada habitatge era de 2,3 i el nombre mitjà de persones que vivien en cada família era de 2,78.
Per edats la població es repartia de la següent manera: un 7% tenia menys de 18 anys, un 13,3% entre 18 i 24, un 56% entre 25 i 44, un 16,9% de 45 a 60 i un 6,9% 65 anys o més.
L'edat mediana era de 35 anys. Per cada 100 dones de 18 o més anys hi havia 611,6 homes.
La renda mediana per habitatge era de 44.688 $ i la renda mediana per família de 51.528 $. Els homes tenien una renda mediana de 24.628 $ mentre que les dones 23.864 $. La renda per capita de la població era de 17.535 $. Entorn del 6,8% de les famílies i el 14,8% de la població estaven per davall del llindar de pobresa.